# Stare Miasto (Koło)

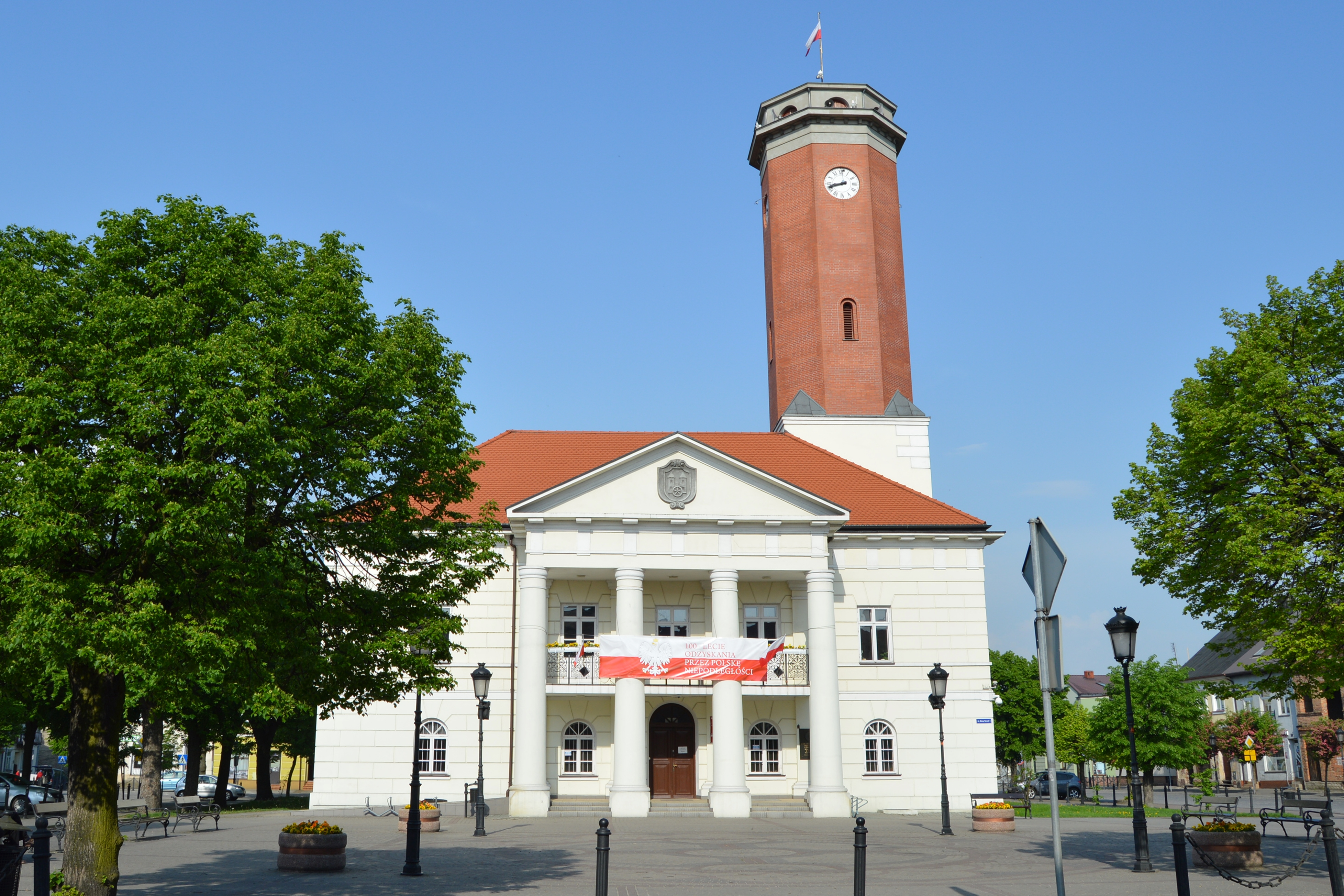
Ratusz miejski

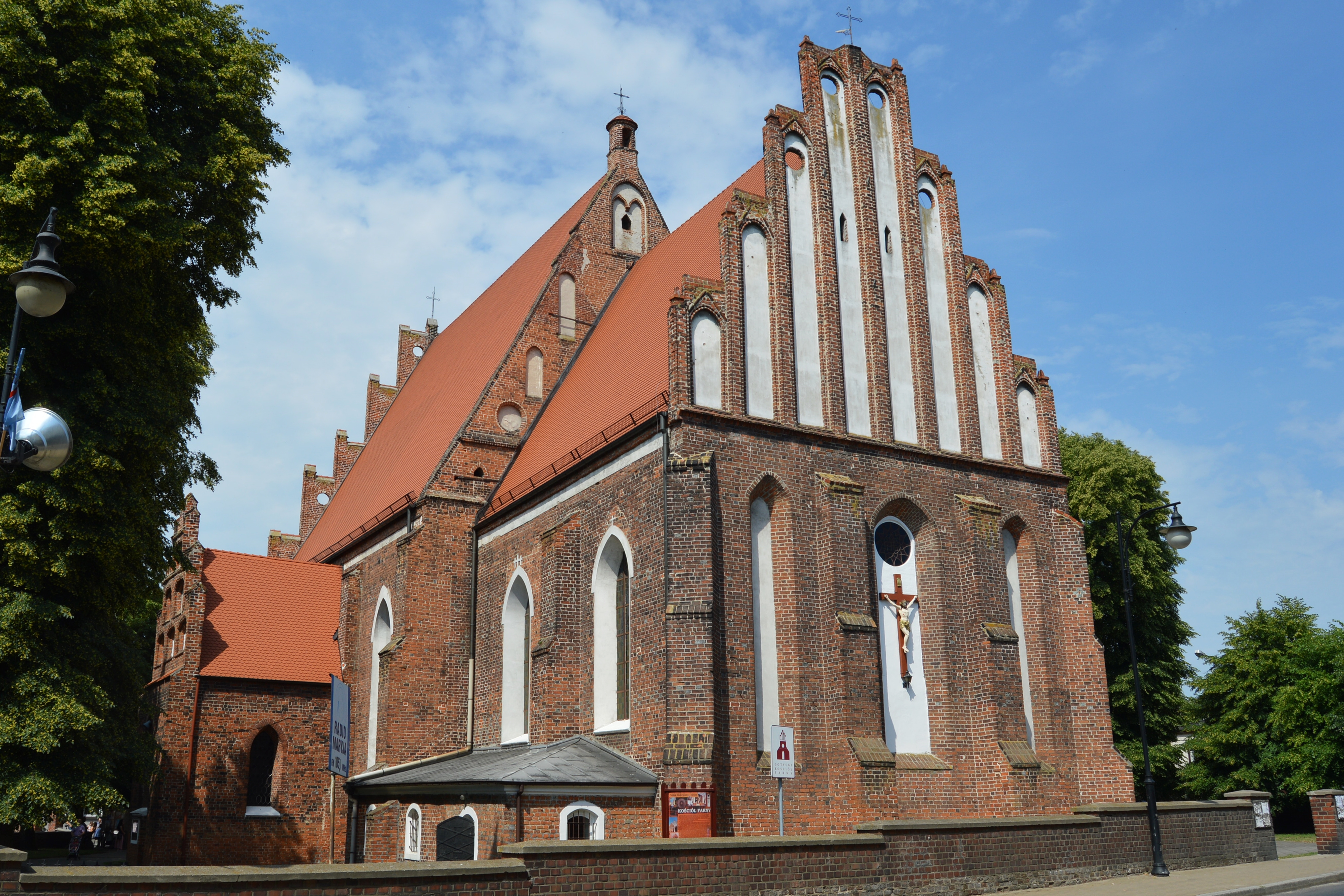
Kościół Podwyższenia Krzyża Świętego

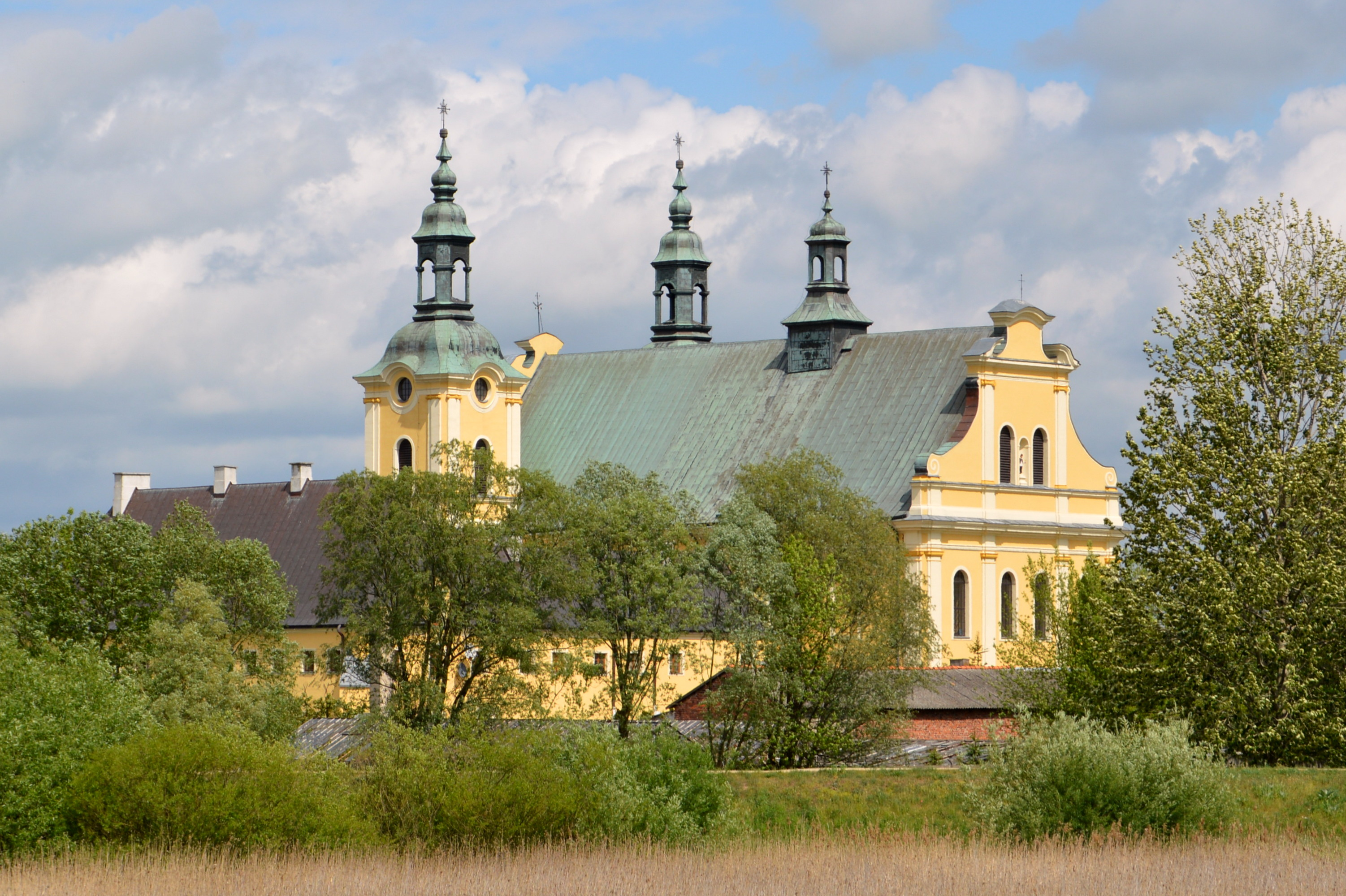
Kościół Nawiedzenia Najświętszej Maryi Panny i klasztor bernardynów

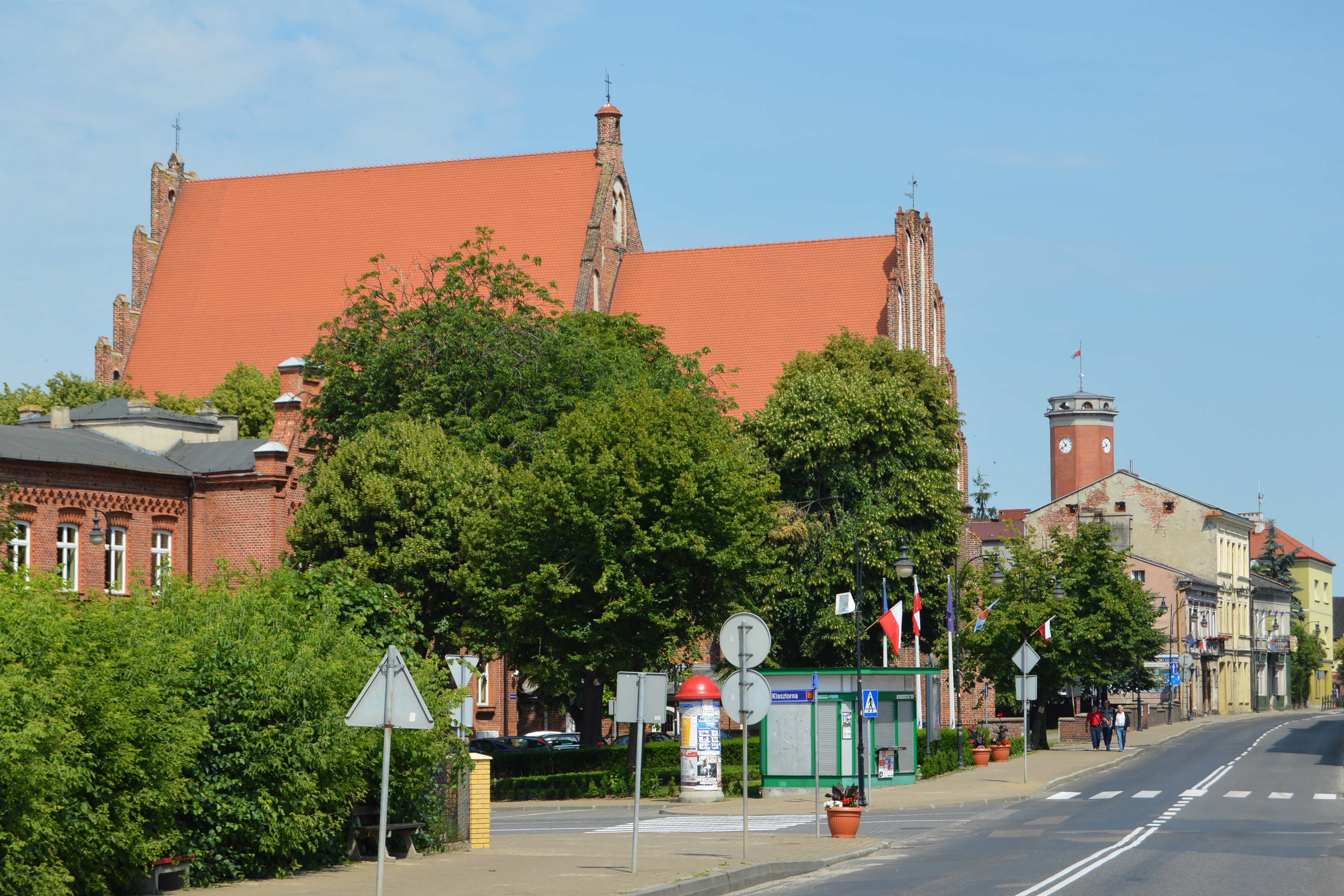
Zabudowa ulicy Adama Mickiewicza

Osiedle Stare Miasto w Kole – jedno z czterech osiedli w mieście, położone w jego centralnej części, na wyspie rzeki Warty. Zamieszkiwane przez 1878 mieszkańców (2004).
26 lipca 1951 r. zabudowa oraz przestrzeń architektoniczna osiedla zostały wpisane do rejestru zabytków.

## Granice administracyjne
Granice osiedla określa rzeka Warta okalająca je dookoła. Z północy i wschodu jest to właściwa rzeka, natomiast z południa i zachodu zanikający kanał Ulgi. Stare Miasto graniczy z osiedlami Przedmieście Warszawskie, Przemieście Kaliskie oraz Płaszczyzna, a także miejscowością Ruszków Drugi położoną na terenie gminy Kościelec.
Administracyjnie osiedle położone jest na terenie kolskiej parafii rzymskokatolickiej Podwyższenia Krzyża Świętego.

## Historia
Dzisiejsze osiedle Stare Miasto było pierwszym zalążkiem miasta Koła. 18 lipca 1362 roku dotychczasowa wieś Koło otrzymała z rąk króla Kazimierza III Wielkiego prawa miejskie. Granice administracyjne wyznaczała rzeka Warta. Prawdopodobnie już w 1390 roku pierwszy wójt Henryk zbudował na centralnym placu drewniany dwór, który w pierwszej połowie XVI wieku zastąpiono murowanym późnogotyckim ratuszem. W latach 1405–1409 trwała budowa gotyckiej świątyni, którą konsekrowano pod wezwaniem Podwyższenia Świętego Krzyża oraz Świętej Doroty i Świętej Katarzyny. W 1419 roku abp Mikołaj Trąba poświęcił także kościół Świętego Ducha zlokalizowany w okolicach dzisiejszego spichlerza i terenu fabryki Zremb. Od XV wieku aż do 1716 roku na nadwarciańskich błoniach zbierała się szlachta wielkopolska na sejmikach ziemskich. Za czasów panowania księżnej Anny Sochaczewskiej w Kole, w 1482 roku poświęcono gotycki kompleks kościelno-klasztorny, nad którym opiekę przejęli bernardyni. W 1518 roku wybuchł pożar, który strawił znaczną część osiedla.
W 1759 roku w wyniku pożaru zniszczeniu uległ kościół Świętego Ducha. 30 marca 1773 roku poświęcono kamień węgielny pod nowy kościół klasztorny pod wezwaniem Nawiedzenia Najświętszej Maryi Panny. W 1824 roku zniesiono probostwo przy kościele Świętego Ducha, a cały majątek przekazano kolskiej farze. Od 1828 roku – po regulacji Koła według planów Tomasza Karola Pelletiera – most na Warcie przeniesiono w kierunku południowym. Od tamtej pory jedyny wjazd na część wyspową miasta istnieje poprzez ulice: Sienkiewicza (prawy brzeg) i Nowowarszawska (prawy brzeg). W 1830 roku rozpoczęła się przebudowa ratusza miejskiego w duchu klasycystycznym przez Henryka Marconiego. W 1833 roku wybudowano nowy most na rzece w kierunku Kalisza. W 1846 roku ostatecznie rozebrano kościółek Świętego Ducha.
Około 1860 roku otwarto nową żydowską synagogę. 10 grudnia 1888 roku otwarto w Kole teatr, znajdujący się przy obecnym Nowym Rynku. W tym samym czasie wybudowano znaczną część kamienic przy obecnych ulicach: Stary Rynek, Mickiewicza, Grodzkiej i Wschodniej, a także stylowy gmach Urzędu Miejskiego oraz klasycystyczną willę Sejmik. W 1914 roku swoją działalność rozpoczęła Szkoła Podstawowa nr 2, którą w 1961 roku przeniesiono do gmachu przy ul. Poniatowskiego. 26 sierpnia 1934 roku odsłonięto pomnik "Bojownikom o wolność i niepodległość", położony nad zalewem rzeki Warty. 
10 grudnia 1938 roku miało miejsce poświęcenie i otwarcie dwóch żelbetonowych mostów na Warcie i na zalewie. Już rok później zostały wysadzone przez Armię Poznań podczas kampanii wrześniowej. 20 września 1939 roku Niemcy podpalili synagogę, a Żydów zamknęli w getcie, później wywożąc ich do obozu zagłady Kulmhof w Chełmnie nad Nerem. W kościele farnym władze okupacyjne urządziły magazyn odzieży. Podczas działań wojennych wojska hitlerowskie doszczętnie ograbiły wnętrza kolskich kościołów, a następnie podczas ucieczki podpaliły je.
W latach 1952–1972 w gmachu przy ul. Mickiewicza mieściła się Publiczna Średnia Szkoła Zawodowa. Później jej miejsce zajęła szkoła specjalna. W latach 70. XX wieku władze miasta przeniosły swoją siedzibę ze Starego Miasta do nowego gmachu przy ul. Sienkiewicza. W 1985 roku rozpoczęto remont kapitalny ratusza. Planowano przebudować wnętrza pod kątem przystosowania obiektu do potrzeb Muzeum Technik Ceramicznych. 25 maja 1987 roku miała miejsce katastrofa budowlana ratusza – całkowicie zawaliła się gotycka wieża, niszcząc całą północną część budynku. Do 2008 roku trwała odbudowa.

## Obiekty
W obrębie osiedla znajdują się m.in.:
- kościół farny Podwyższenia Krzyża Świętego z 1409 r.
- kościół Nawiedzenia Najświętszej Maryi Panny i klasztor bernardynów z XV i XVIII wieku
- ratusz miejski z XVI wieku, odbudowany w XXI wieku
- spichlerz zbożowy z przełomu XVIII i XIX wieku
- budynek Urzędu Miejskiego z końca XIX wieku
- willa "Sejmik" z przełomu XIX i XX wieku
- dom, ul. Grodzka 2 z połowy XIX wieku
- dom, Stary Rynek 26 z 1887 r.
- liczne zabytkowe kamienice z przełomu XIX i XX wieku
- pomnik na miejscu dawnych żydowskich synagog
- Muzeum Technik Ceramicznych
- pomnik "Bojownikom o wolność i niepodległość"

## Ulice
Osiedle Stare Miasto obejmuje ulice:
| - Adama Asnyka - Jana Długosza - Grodzka - Jasna - Berka Joselewicza - Michała Kajki - Jana Kilińskiego - Klasztorna - Kościelna - Krótka - Krzywa - Kuśnierska - Adama Mickiewicza - Nowowarszawska | - Nowy Rynek - Ogrodowa - Elizy Orzeszkowej - Michała Ostrowskiego - Kazimierza Pułaskiego - Rzeźnicza - Sejmikowa - Starowarszawska - Stary Rynek - Wschodnia - Wodna - kardynała Stefana Wyszyńskiego - Zawiszy Czarnego - Żelazna |